# Emiliano Bermúdez
Emiliano Bermúdez Arias (* 9. Juni 1997 in Uruguay) ist ein uruguayischer Fußballspieler.

## Karriere
Der 1,80 Meter große Torhüter Bermúdez gehört seit der Saison 2017 dem Profikader des Club Sportivo Cerrito an. Dort debütierte er am 29. April 2017 in der Segunda División, als er bei der 0:3-Auswärtsniederlage gegen die Mannschaft von Miramar Misiones im Parque Luis Méndez Piana von Trainer Alberto Quintela in der 38. Spielminute für Christian Yeladián eingewechselt wurde, nachdem Torwart Stéfano Perdomo zuvor die Rote Karte erhielt. In der laufenden Saison 2017 kam er bislang (Stand: 22. August 2017) zweimal in der zweithöchsten uruguayischen Spielklasse zum Einsatz.